# NGC 2887
NGC 2887 é uma galáxia elíptica (E-S0) localizada na direcção da constelação de Carina. Possui uma declinação de -63° 48' 44" e uma ascensão recta de 9 horas, 23 minutos e 24,3 segundos.
A galáxia NGC 2887 foi descoberta em 8 de Março de 1834 por John Herschel.